# IJsland op het Eurovisiesongfestival 2003
IJsland nam deel aan het Eurovisiesongfestival 2003 in Riga, Letland. Het was de 16de deelname van het land op het Eurovisiesongfestival. De artiest werd gekozen via de nationale voorronde Söngvakeppni Sjónvarpsins. RUV was verantwoordelijk voor de IJslandse bijdrage voor de editie van 2003.

## Selectieprocedure
Söngvakeppni Sjónvarpsins vond plaats op 15 februari 2003 in Háskólabió in Reykjavík, en gepresenteerd door Logi Bergmann Eiðsson en Gísli Marteinn Baldursson.
Vijftien liedjes deden mee aan deze finale en de winnaar werd gekozen door middel van televoting.
| Volgorde | Artiest                                            | Lied                       | Punten | Plaats |
| -------- | -------------------------------------------------- | -------------------------- | ------ | ------ |
| 1        | Þóra Gísladóttir                                   | "Hva sem ég ender"         | -      | -      |
| 2        | Ragnheiður Gröndal                                 | "Ferrari"                  | -      | -      |
| 3        | Hreimur Örn Heimisson                              | "Þú"                       | -      | -      |
| 4        | Ingunn Gylfadóttir                                 | "Sögur"                    | -      | -      |
| 5        | Eivør Pálsdóttir                                   | "Í nótt"                   | -      | -      |
| 6        | Hjördis Elín Lárusdóttir & Gúðrun Árný Karlsdóttir | "Með þer"                  | -      | -      |
| 7        | Regina Ósk Óskarsdóttir & Hjalti Jónsson           | "Engu þurfum að tapa"      | -      | -      |
| 8        | Botnleðja                                          | "Euróvísa"                 | 10594  | 2      |
| 9        | Birgitta Haukdal                                   | "Segðu mér allt"           | 21964  | 1      |
| 10       | Rúnar Júlíusson                                    | "Ást á skítugum skóm"      | -      | -      |
| 11       | Þórey Heiðdal Vilhjálmsdóttir                      | "Sá þig"                   | 5041   | 3      |
| 12       | Hreimur Örn Heimisson                              | "Mig drejmdi lítinn draum" | -      | -      |
| 13       | Ragnheiður Eiríksdóttir                            | "Tangó"                    | -      | -      |
| 14       | Höskuldur Örn Lárusson                             | "Allt"                     | -      | -      |
| 15       | Jóhanna Vigdis Arnardóttir                         | "Þú og ég (er ég anda)"    | -      | -      |

## In Riga
Het winnende lied werd voor het songfestival vertaald naar het Engels als Open your heart.
Op het Eurovisiesongfestival moest IJsland aantreden als eerste, voor Oostenrijk. Aan het einde van de puntentelling bleek dat Haukdal op een gedeelde achtste plaats was geëindigd met 81 punten.
Nederland en België hadden respectievelijk 6 en 3 punten over voor deze inzending.

### Gekregen punten

#### Finale
| 12 punten           | 10 punten             | 8 punten           | 7 punten           | 6 punten                                  |
| ------------------- | --------------------- | ------------------ | ------------------ | ----------------------------------------- |
| - Malta - Noorwegen |                       | - Turkije          | - Ierland - Zweden | - Kroatië - Nederland                     |
| 5 punten            | 4 punten              | 3 punten           | 2 punten           | 1 punt                                    |
| - Cyprus            | - Oekraïne - Slovenië | - België - Letland |                    | - Duitsland - Estland - Frankrijk - Polen |

### Punten gegeven door IJsland

#### Finale
Punten gegeven in de finale:
| 12 punten | Noorwegen  |
| 10 punten | Oostenrijk |
| 8 punten  | Duitsland  |
| 7 punten  | België     |
| 6 punten  | Spanje     |
| 5 punten  | Zweden     |
| 4 punten  | Rusland    |
| 3 punten  | Turkije    |
| 2 punten  | Ierland    |
| 1 punt    | Estland    |